# Paralisi di Bell
La paralisi di Bell è una forma di paralisi facciale risultante da una disfunzione del VII nervo cranico (nervo facciale), che provoca l'incapacità di controllare i muscoli del viso dal lato colpito. Diverse condizioni patologiche possono causare paralisi facciale, ad esempio un tumore cerebrale, l'ictus e la malattia di Lyme. Tuttavia, se nessuna causa specifica può essere identificata, la condizione è nota come paralisi di Bell. Chiamata in questo modo in onore dell'anatomista scozzese Charles Bell, che per primo la descrisse, la paralisi di Bell è la più comune forma di mononeuropatia acuta (malattia che coinvolge un solo nervo) ed è la causa più comune di paralisi acuta monolaterale del nervo facciale.
La paralisi di Bell è definita come una paralisi idiopatica unilaterale del nervo facciale, di solito autolimitante. La caratteristica di questa condizione è l'insorgenza rapida di paralisi parziale o completa che si verifica spesso durante la notte. In rari casi (circa l'1%), può verificarsi con un interessamento bilaterale, con conseguente paralisi facciale totale.
Si ritiene che una condizione infiammatoria porti alla tumefazione del nervo facciale. Il nervo viaggia attraverso il cranio in un canale osseo stretto che decorre sotto l'orecchio. La tumefazione e la compressione del nervo nello stretto canale osseo condurrebbero alla disfunzione del nervo, a un danno persistente fino alla morte del nervo stesso. A oggi per la paralisi di Bell non è stata identificata alcuna causa certa.
Si è visto che i corticosteroidi sono in grado di migliorare la situazione clinica del paziente, mentre gli anti-virali sembrano essere privi di efficacia. In ogni caso anche per i corticosteroidi è necessario instaurare un trattamento precoce per avere un qualche risultato. La maggior parte dei soggetti guarisce spontaneamente e ritorna a una quasi completa normalità delle funzioni. Molti mostrano segni di miglioramento già 10 giorni dopo l'esordio della malattia, anche senza che sia stato instaurato alcun trattamento. Spesso l'occhio del lato colpito non può essere chiuso completamente (lagoftalmo). Per tale motivo è necessario proteggerlo dal rischio di un'eccessiva secchezza. In particolare modo attraverso questo meccanismo la cornea può essere danneggiata in modo permanente con conseguente indebolimento della vista. In alcuni casi i portatori di protesi dentarie soffrono qualche disagio.

## Storia
Questa lesione è stata descritta per la prima volta da Sir Charles Bell, un chirurgo scozzese. Nel 1829 egli presentò alla Royal Society di Londra tre casi di paralisi del nervo facciale. Di questi un caso vedeva come causa scatenante un tumore della ghiandola parotide, mentre i rimanenti due casi potevano essere classificati a tutti gli effetti come idiopatici.

## Epidemiologia
L'incidenza annuale della paralisi di Bell è di circa 20 casi ogni 100 000 abitanti, e l'incidenza stessa aumenta con l'età.
La paralisi di Bell colpisce ogni anno circa 40 000 persone negli Stati Uniti. Essa colpisce circa 1 persona su 65 nel corso di una vita.
Nel 4-14% dei casi è stata trovata una forma di eredità o tendenza familiare a sviluppare la malattia. La paralisi di Bell colpisce le donne in gravidanza con una frequenza tre volte più elevata rispetto alle donne non gravide. Si ritiene inoltre che vi siano quattro volte più probabilità che si verifichi nella popolazione diabetica rispetto alla popolazione generale.
In letteratura viene segnalata una gamma decisamente varia di tassi di incidenza annuali: 15, 24, e 25-53 (tutti i tassi su 100 000 abitanti per anno). La paralisi di Bell non è una malattia per cui sussista l'obbligo di segnalazione alle autorità sanitarie (in Italia l'Istituto Superiore di Sanità), e, pertanto, non esistono registri istituiti per i pazienti con questa diagnosi, il che ovviamente complica ulteriormente il calcolo e la stima precisa dell'incidenza della malattia.
Tra le persone con storia di paralisi di Bell vi sono anche Pierce Brosnan, George Clooney, Allen Ginsberg, Katie Holmes, Angelina Jolie, Ayrton Senna, Joe Mantegna e più recentemente Simona Ventura e Simone Cristicchi.

## Segni e sintomi

Nervo facciale: i nuclei del nervo facciale sono nel tronco (sono rappresentati nel grafico come "θ"). Arancione: i nervi provenienti dall'emisfero sinistro del cervello. Giallo: i nervi provenienti dall'emisfero destro del cervello. Si noti che i muscoli della fronte ricevono innervazione da entrambi gli emisferi del cervello (rappresentato in giallo e arancione).

La paralisi di Bell è caratterizzata da un aspetto di cute cadente sulla metà del viso colpita, a causa di disfunzioni a carico del VII nervo cranico, che controlla la muscolatura del viso. La paralisi facciale è caratterizzata da incapacità di controllare i movimenti dei muscoli facciali. La paralisi è a carico del motoneurone inferiore.
I nervi facciali controllano una serie di funzioni, come l'apertura e la chiusura degli occhi, il sorridere, l'accigliarsi, la lacrimazione, la salivazione, l'innalzamento delle sopracciglia e l'alitamento delle narici (il movimento laterale di apertura e chiusura). I nervi facciali innervano anche i muscoli stapedii (muscoli stabilizzatori dei movimenti della staffa) nell'orecchio medio e veicolano le sensazioni del gusto provenienti dai due terzi anteriori della lingua.
Nella valutazione del paziente il medico è tenuto a verificare se vi è un interessamento dei muscoli della fronte o se questi sono risparmiati. A causa di una particolarità anatomica infatti i muscoli della fronte ricevono innervazione da entrambi i lati del cervello. Un paziente la cui paralisi del viso è causata da un problema in uno degli emisferi del cervello (paralisi facciale centrale) è ancora in grado di raggrinzire la fronte bilateralmente. Se invece il problema risiede nel nervo facciale stesso (paralisi facciale periferica) tutti i segnali veicolati dal nervo si perdono solo sulla metà del viso ipsilaterale (stesso lato della lesione), inclusa la fronte ipsilaterale; ma non la fronte controlaterale: in altre parole nella paralisi periferica si ha spianamento delle rughe della metà del viso colpita, mentre la fronte controlaterale presenta ancora capacità di raggrinzirsi.
Una malattia che può essere difficile da escludere nella diagnosi differenziale è il coinvolgimento del nervo facciale in corso di infezione con il virus dell'herpes zoster. Le principali differenze con questa condizione sono la presenza di piccole bolle, o vescicole, sull'orecchio esterno e disturbi dell'udito, ma occasionalmente questi risultati possono mancare (zoster sine herpete). Con il termine di Sindrome di Ramsay Hunt tipo II si fa invece riferimento a una riattivazione di una precedente infezione da herpes varicella zoster nel ganglio genicolato del VII nervo cranico, che può portare a una paralisi facciale sostanzialmente sovrapponibile alla paralisi di Bell. Questa ultima sindrome fu scoperta nel 1907 dal neurologo J. Ramsay Hunt ed è per frequenza la seconda causa atraumatica di paralisi periferica del nervo facciale.
La malattia di Lyme può produrre la tipica paralisi, e può essere facilmente diagnosticata con la ricerca degli anticorpi Lyme-specifici nel sangue o con l'individuazione dell'eritema migrante. Nelle aree endemiche la malattia di Lyme può essere la causa più comune di paralisi facciale.
L'entità delle lesioni a carico del sistema nervoso può essere valutata utilizzando la cosiddetta scala di House-Brackmann. Poiché sia il nervo per il muscolo stapedio sia il nervo corda del timpano (gustativo) sono rami del nervo facciale, i pazienti con paralisi di Bell possono presentarsi con iperacusia o con la perdita di senso del gusto nei 2/3 anteriori della lingua (ageusia).
Anche se viene definita come una mononeuropatia (malattia che coinvolge un solo nervo), i pazienti con diagnosi di paralisi di Bell possono avere "miriadi di sintomi neurologici" tra cui parestesie (formicolio) del viso, mal di testa da moderato a grave, dolore al collo, problemi di memoria, problemi di equilibrio, parestesie dell'arto ipsilaterale alla lesione, debolezza degli arti omolaterali, e un senso di goffaggine che appaiono difficilmente correlabili alla sola disfunzione del nervo facciale. Questo è ancora un aspetto inspiegabile della malattia.

## Eziologia
Si pensa che alcuni virus possano determinare un'infezione persistente (o latente), senza corteo sintomatologico, ad esempio il virus varicella-zoster e il virus di Epstein-Barr, entrambi appartenenti alla famiglia degli herpes virus. La riattivazione di un'infezione virale esistente (dormiente e inattiva) è stata suggerita come possibile causa sottostante la paralisi acuta di Bell.
Alcuni studi suggeriscono che questa nuova riattivazione potrebbe essere preceduta da un trauma, da fattori ambientali, o da disturbi metabolici o emozionali, suggerendo così che lo stress in genere e stress emotivi in particolare, stress ambientali (ad esempio l'esposizione al freddo), stress fisici (ad esempio alcuni traumi) - in breve, tutta una serie di condizioni diverse, possano innescare la riattivazione.

## Fisiopatologia

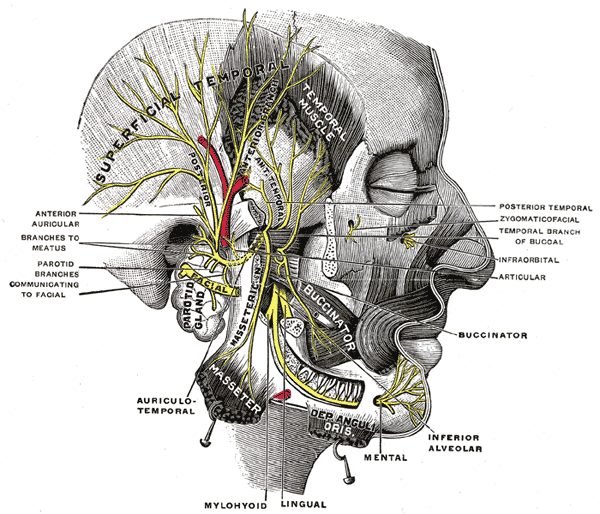
Anatomia della faccia.

Si pensa che a seguito di un'aspecifica infiammazione del nervo facciale la pressione esercitata sul nervo nel punto di fuoriuscita dal cranio e nel suo canale osseo, possa bloccare la trasmissione dei segnali nervosi o danneggiare direttamente il nervo.
I pazienti con paralisi facciale per i quali è possibile identificare una causa di fondo non sono considerati affetti da una vera paralisi di Bell. Le cause possibili sono il tumore, la meningite, l'ictus, il diabete mellito, il trauma cranico e le patologie infiammatorie dei nervi cranici (sarcoidosi, brucellosi, ecc.) In queste condizioni, i segni neurologici sono raramente limitati al nervo facciale. I bambini possono nascere con paralisi facciale. In alcuni casi la paralisi facciale bilaterale è stata associata a infezione acuta da HIV.
In alcune ricerche il virus herpes simplex di tipo 1 (HSV-1) è stato identificato nella maggioranza dei casi diagnosticati come paralisi di Bell. Ciò ha dato speranza per la terapia farmacologica con anti-infiammatori e anti-virali (prednisone e aciclovir). Altri ricercatori tuttavia hanno identificato HSV-1 in soli 31 casi (18 per cento), e in 45 casi (26 per cento) di zoster sine herpete su un totale di 176 casi clinicamente diagnosticati come paralisi di Bell. Che l'infezione da virus herpes simplex svolga un ruolo importante nei casi diagnosticati come paralisi di Bell rimane quindi un'ipotesi che richiede ulteriori ricerche e conferme.
Inoltre, l'herpes simplex virus di tipo 1 (HSV-1) è associato a infezioni caratterizzate da demielinizzazione dei nervi. Questo meccanismo di danno al sistema nervoso è diverso rispetto a quello di cui sopra poiché sono l'edema, la tumefazione e la compressione del nervo nello stretto canale osseo a essere responsabili del danno neurologico.
La demielinizzazione potrebbe anche non essere direttamente causata dal virus, ma da una risposta sconosciuta e alterata del sistema immunitario. La citazione seguente si riferisce proprio a questa ipotesi e alle conseguenti implicazioni terapeutiche:

## Diagnosi
La paralisi di Bell è una diagnosi di esclusione. Ciò significa che si perviene a tale diagnosi dopo che siano state eliminate tutte le altre possibilità ragionevoli. Quindi, per definizione, nessuna causa specifica può essere accertata. La paralisi di Bell è comunemente indicata come idiopatica o malattia criptogenetica, il che significa che è dovuta a cause sconosciute. Essendo una categoria residuale di diagnosi, probabilmente la diagnosi di paralisi di Bell si allarga a tutta una serie di diverse condizioni che non sono distinguibili alla luce del nostro attuale livello di conoscenze mediche. Questo fatto può proiettare una ombra di incertezza su tutte le discussioni più sotto riportate, circa l'eziologia, le opzioni di trattamento e i modelli di recupero. Si veda anche la sezione in basso sugli altri sintomi.
Alcuni studi dimostrano che un elevato numero di pazienti (circa il 45%) non interpella uno specialista. Questo fatto suggerisce che la paralisi di Bell è considerata da molti medici generalisti una diagnosi semplice e facile da gestire. Un numero significativo di casi sono in realtà gestiti in modo non completamente corretto (Ibid.). Ciò non dovrebbe sorprendere dato che si tratta di una diagnosi di esclusione, che dipende da un'indagine approfondita.

## Trattamento
La paralisi di Bell colpisce ogni individuo in modo diverso dagli altri. Nei pazienti che presentano paralisi facciale incompleta, dove la prognosi per il recupero è molto buona, il trattamento può essere inutile. Tuttavia, i casi più gravi possono richiedere un adeguato trattamento. Pazienti con paralisi completa, caratterizzata da incapacità a chiudere gli occhi e la bocca sul lato interessato, di solito sono trattati farmacologicamente e alcuni anche con terapia chirurgica: cosiddetta smile surgery (chirurgia di rianimazione facciale o chirurgia del sorriso). Affinché la terapia sia davvero efficace è necessario instaurare un trattamento precoce (entro 3 giorni dall'esordio dei sintomi). Gli steroidi si sono dimostrati utili nel determinare un miglioramento della sintomatologia e il recupero, mentre gli antivirali sono stati sostanzialmente inefficaci.

### Steroidi
I corticosteroidi come il prednisone migliorano significativamente il recupero a 6 mesi e sono quindi consigliati Molti autori suggeriscono l'impiego di corticosteroidi per via iniettiva, ad esempio prednisone 60–80 mg/die per una settimana. Vi è inoltre una generale concordia sul fatto che l'uso di corticosteroidi, trascorsa una settimana dall'insorgenza della paralisi, non sia di alcuna utilità. Analogamente prolungare l'uso di questo trattamento, oltre la settimana consigliata, è di documentata inutilità.

### Antivirali
Gli antivirali (ad esempio l'aciclovir) sono inefficaci nel migliorare il recupero della paralisi di Bell, se paragonati allo steroide da solo. Molti medici tendono tuttavia comunemente a prescriverli per un legame teorico tra paralisi di Bell e il virus herpes simplex e il virus della varicella zoster.

### Chirurgia
La chirurgia può essere in grado di migliorare gli esiti di una paralisi del nervo facciale che non ha dimostrato capacità di recupero. Esiste un certo numero di tecniche differenti. La chirurgia del sorriso detta anche ricostruzione del sorriso è una procedura chirurgica che restituisce il sorriso alle persone con paralisi del nervo facciale.

### Terapia complementare
L'efficacia dell'agopuntura rimane sconosciuta perché gli studi disponibili sono di bassa qualità, per scarsa progettazione dello studio elementare o per pratiche di segnalazione inadeguate.

### Fisioterapia/Logopedia
La fisioterapia/logopedia possono essere vantaggiose per alcuni individui affetti da paralisi di Bell in quanto contribuiscono a mantenere il tono muscolare dei muscoli facciali colpiti e a stimolare il nervo facciale. Per la tonificazione muscolare e il stimolo sensoriale spesso viene utilizzata la terapia a vibrazione locale. È importante che gli esercizi di rieducazione muscolare e le tecniche dei tessuti molli siano attuate prima del recupero in modo da aiutare a prevenire eventuali contratture permanenti dei muscoli facciali paralizzati. Esercizi di rieducazione muscolare sono utili anche per ripristinare il normale movimento. Per ridurre il dolore, è possibile ricorrere ad applicazioni di calore sul lato della faccia affetto. In individui con paralisi del nervo facciale che non si risolve, la stimolazione elettrica transcutanea può essere una strategia di trattamento efficace.

## Prognosi
Anche senza alcun trattamento, la paralisi di Bell tende ad avere una buona prognosi. In uno studio del 1982, quando nessun trattamento era disponibile, su 1 011 pazienti, l'85% mostrava i primi segni di ripresa entro 3 settimane dall'esordio. Per l'altro 15% il recupero avveniva 3-6 mesi dopo. Dopo un follow-up di almeno un anno (o fino alla ripresa), si verificava un recupero completo in più di due terzi (71%) di tutti i pazienti. Il recupero veniva giudicato moderato nel 12% dei casi e scarso in solo il 4% dei pazienti. Un altro studio segnala che la paralisi incompleta tende a scomparire del tutto, quasi sempre nel corso di un mese. I pazienti che riprendono il movimento entro le prime due settimane quasi sempre si riprendono completamente. Quando invece la remissione non si verifica fino alla terza settimana o più tardi, una parte significativamente maggiore dei pazienti tende a sviluppare sequele. Un terzo studio ha trovato che i pazienti giovani, di età inferiore a 10 anni, hanno una prognosi migliore, mentre i pazienti con più di 61 anni ha presentato una prognosi peggiore.
Le complicanze maggiori della malattia sono la perdita cronica di gusto (ageusia), lo spasmo facciale cronico, il dolore facciale e le infezioni corneali. Per evitare queste ultime, gli occhi possono essere protetti da bende oculari, o mantenuti chiusi durante il sonno e i periodi di riposo. Possono essere raccomandati colliri e pomate per gli occhi, specialmente per i casi con completa paralisi. Nei casi in cui l'occhio non si chiude completamente, inevitabilmente è influenzato anche il riflesso del battito delle ciglia, e bisogna fare attenzione a proteggere l'occhio da un eventuale infortunio.
Un'altra complicazione può verificarsi in caso di rigenerazione incompleta o errata del nervo facciale danneggiato. Il nervo può essere pensato come un insieme di piccole connessioni nervose individuali che si diramano per la loro destinazione. Durante la rigenerazione i nervi sono generalmente in grado di tracciare il percorso originale verso il giusto territorio interessato, ma alcuni nervi possono deviare dal corretto percorso portando a una condizione nota come sincinesia. Ad esempio, la ricrescita dei nervi che controllano i muscoli collegati all'occhio potrebbe deviare e far ricrescere anche le connessioni che raggiungono i muscoli della bocca. In questo modo, il movimento di un distretto influenza anche l'altro. Per esempio, quando la persona chiude l'occhio, l'angolo della bocca si muove involontariamente verso l'alto.
Circa il 9% dei pazienti manifesta alcune sequele dopo l'episodio di paralisi acuta di Bell, in genere la sincinesia di cui si è già detto, oppure spasmi o contratture, tinnito e/o perdita dell'udito durante i movimento del viso o la sindrome delle lacrime di coccodrillo. Questo disturbo viene anche chiamato riflesso gusto lacrimale o sindrome di Bogorad: in pratica quando si mangia si ha il riflesso della lacrimazione anziché quello della salivazione. Si ritiene che questo disturbo possa verificarsi a causa di una difettosa rigenerazione del nervo facciale, un ramo del quale controlla le ghiandole lacrimali e salivari.